# Loma Chica, Delstaten Mexiko
Loma Chica är en ort i Mexiko.   Den ligger i kommunen Villa de Allende och delstaten Mexiko, i den södra delen av landet, 110 km väster om huvudstaden Mexico City. Loma Chica ligger 2 562 meter över havet och antalet invånare är 453.
Terrängen runt Loma Chica är lite bergig. Runt Loma Chica är det ganska tätbefolkat, med 144 invånare per kvadratkilometer. Närmaste större samhälle är Ixtapan del Oro, 17,1 km sydväst om Loma Chica. I omgivningarna runt Loma Chica växer huvudsakligen savannskog.